# HYBRID UNIVERSE
『HYBRID UNIVERSE』（ハイブリッド・ユニヴァース）は、水樹奈々の5枚目のオリジナルアルバム。2006年5月3日にキングレコードから発売された。

## 概要
本作では2ndアルバムから関わりのあった矢吹俊郎のプロデュースした楽曲が1曲しか収録されておらず、上松範康率いるElements Gardenが中心となっている。Elements Gardenの本格的な参加により過去のアルバムよりも叙情的な楽曲が多くなっている。PV ｢SUPER GENERATION」とメイキングを収録したDVDが同梱されている。今作から水樹のアルバムには特典としてDVDが付いている。このアルバムではケルト音楽を取り入れたりの作品だと本人が言っている。

## 収録曲

### CD
1. 残光のガイア [4:04]
作詞：Hibiki / 作曲・編曲：藤間仁（Elements Garden）
  - テレビ朝日『セレクションX』エンディングテーマ
2. Faith [4:19]
作詞：渡邊亜希子 / 作曲・編曲：後藤康二
3. WILD EYES [4:09]
作詞：水樹奈々 / 作曲・編曲：飯田高広
  - テレビアニメ『バジリスク 〜甲賀忍法帖〜』エンディングテーマ
4. You have a dream [4:15]
作詞：小間浩子 / 作曲：鶴田勇気 / 編曲：藤田淳平（Elements Garden）
5. BRAVE PHOENIX [5:22]
作詞・作曲・編曲：上松範康（Elements Garden）
  - テレビアニメ『魔法少女リリカルなのはA's』挿入歌
6. 星空と月と花火の下 [5:08]
作詞：Bee' / 作曲・編曲：上松範康（Elements Garden）
7. SUPER GENERATION [4:54]
作詞・作曲：水樹奈々 / 編曲：藤田淳平（Elements Garden）
  - テレビ朝日系列『やぐちひとり』エンディングテーマ
8. NAKED FEELS [4:58]
作詞・作曲・編曲：田中隼人
9. Love Trippin' [3:57]
作詞：水樹奈々 / 作曲・編曲：藤田淳平（Elements Garden）
10. Late Summer Tale [4:11]
作詞：園田凌士 / 作曲・編曲：雅智弥
11. Violetta [4:28]
作詞・作曲：水樹奈々 / 編曲：藤間仁（Elements Garden）
12. PRIMAL AFFECTION [5:10]
作詞・作曲・編曲：矢吹俊郎
13. ひとつだけ誓えるなら [6:16]
作詞：Bee' / 作曲・編曲：上松範康（Elements Garden）
14. ETERNAL BLAZE [5:07]
作詞：水樹奈々 / 作曲・編曲：上松範康（Elements Garden）
  - テレビアニメ『魔法少女リリカルなのはA's』オープニングテーマ

### DVD
1. 『SUPER GENERATION』 PV
2. HYBRID UNIVERSE MAKING MOVIE